# Gregorio Santos
Gregorio Santos Guerrero (Chirinos, Cajamarca; 9 de octubre de 1966) es un profesor, agricultor y político peruano. Fue presidente regional de Cajamarca por el periodo (2011-2014). Además, en 2014 fue reelegido presidente regional en primera vuelta con más del 44% de la votación estando aún en prisión. Fue candidato presidencial por Democracia Directa a las elecciones generales de Perú que se llevaron a cabo el 10 de abril de 2016, en las cuales quedó en el sexto lugar; con el 4 % de los votos válidos.

## Primeros años
Nació en la localidad de Chirinos, en San Ignacio del Departamento de Cajamarca. Es hijo de Gregorio Santos Neyra y Máxima Guerrero, quedando huérfano de padre a temprana edad.
Realizó sus estudios primarios en el Colegio I.E. 16485 y secundarios en el Colegio «José María Arguedas» en el distrito de Chirinos. Posteriormente, culminó sus estudios de ciencias de la educación en la Universidad Nacional de Cajamarca.

## Carrera política

### Elecciones municipales 1993
En dichas elecciones municipales, fue candidato a regidor de  Jaén por Izquierda Unida. Al finalizar el proceso electoral no resultó elegido.

### Elecciones municipales 2002
En dichas elecciones municipales, fue candidato a la alcaldía de Chirinos con el movimiento provincial Somos Progreso. Al finalizar el proceso electoral no resultó elegido.

### Elecciones generales de 2006
En las elecciones de 2006,
fue candidato al Congreso por el Movimiento Nueva Izquierda.  Al término de la elección, no resultó elegido.

### Elecciones regionales de 2006
En las elecciones regionales por primera vez postula a la presidencia regional de Cajamarca por el Movimiento Nueva Izquierda. No resultado electo.

### Elecciones regionales de 2010
En 2010 fue elegido presidente regional de Cajamarca durante las elecciones regionales para el periodo 2011-2014 con el Movimiento de Afirmación Social. Su gobierno se caracterizó principalmente por el desarrollo de la electrificación y por la creación de instituciones educativas iniciales en la zona rural de la región Cajamarca.

### Elecciones regionales de 2014
En octubre de 2014 fue reelegido presidente regional en las elecciones regionales para el periodo 2015-2018. Sin embargo, al encontrase con detención preventiva no pudo asumir el cargo. Por lo tanto, el Jurado Nacional de Elecciones decidió reservar su credencial de presidente regional hasta que se resuelva su situación jurídica. Su cargo fue asumido por el vicepresidente electo, Porfirio Medina.

### Elecciones generales de 2016
El 20 de diciembre de 2015, en elecciones internas del partido político Democracia Directa, es elegido candidato presidencial para el proceso electoral de 2016, aun estando en prisión preventiva; convirtiéndose así en el primer candidato a la Presidencia de la República del Perú en prisión durante el proceso electoral. Las elecciones se llevaron a cabo el día 10 de abril, quedando Santos en sexto lugar, obteniendo más de 600 mil votos (4 %) a nivel nacional, y en primer lugar con más del 40 % en la región Cajamarca.

## Condena por corrupción
En mayo de 2014 es encarcelado por 14 meses con prisión preventiva en el penal Ancón 1 por los presuntos delitos de cohecho pasivo, asociación ilícita y colusión en agravio del Estado. Santos, junto a otras 37 personas, es acusado de formar parte de un entramado para beneficiarse del otorgamiento de millonarias concesiones por parte de la región Cajamarca. Según la Contraloría General de la República, por lo menos 11 proyectos fueron otorgados irregularmente por Pro Región, la entidad a la que Santos transfirió sumas de dinero para contrataciones de infraestructura regional, a consorcios postores relacionados con Wilson Vallejos, empresario conocido por la divulgación de supuestos audios de conversaciones suyas en las que sostenía que él “prácticamente manejaba” Pro Región y que lavaba dinero para Santos.
El 12 de julio de 2016, la Corte Suprema de Justicia rechaza un nuevo pedido de ampliación de prisión preventiva contra Santos; sin embargo, al día siguiente, la jueza Zaida Pérez, encargada del Segundo Juzgado de Investigación Preparatoria Nacional, dispuso la ampliación de esta por 7 meses más (el incoherente fallo de la jueza se habría debido a una mala coordinación por parte del Poder Judicial); finalmente esta decisión sería apelada ante la Sala Nacional de Apelaciones del Poder Judicial, la cual el 26 de julio dispondría la libertad inmediata de Santos bajo la suma de 100 mil soles de caución, la cual debería pagar en los próximos 15 días después de su liberación. Por la tarde del 27 de julio, Santos recuperó su libertad luego de haber permanecido por más de 25 meses en prisión preventiva.
El 7 de enero de 2020, el exgobernador fue condenado por parte del Poder Judicial al ser hallado culpable de cometer los delitos de colusión simple (cuatro años), colusión agravada (ocho años) y asociación ilícita para delinquir (siete años y cuatro meses). El 15 de enero, al hallarse prófugo de la justicia, el Ministerio del Interior ofreció  S/.100.000,00 por información que conduzca directamente a su captura.
El 24 de junio del mismo año fue capturado por la Policía Nacional del Perú en la Provincia de Rioja del Departamento de San Martín con más de 5 000 soles en efectivo. El sábado 27, tras arribar a Lima y ser sometido a una prueba de COVID-19, fue internado en el establecimiento penitenciario Miguel Castro Castro en San Juan de Lurigancho.
En enero de 2022 se confirmó la condena de 19 años de prisión por los delitos de colusión agravada y lavado de activos tras completar la investigación por irregularidades cometidas cuando ejerció como gobernador regional de Cajamarca. En octubre solo se condenó por el delito de asociación ilícita y redujo la condena a 6 años.